# Ioan Potcoavă

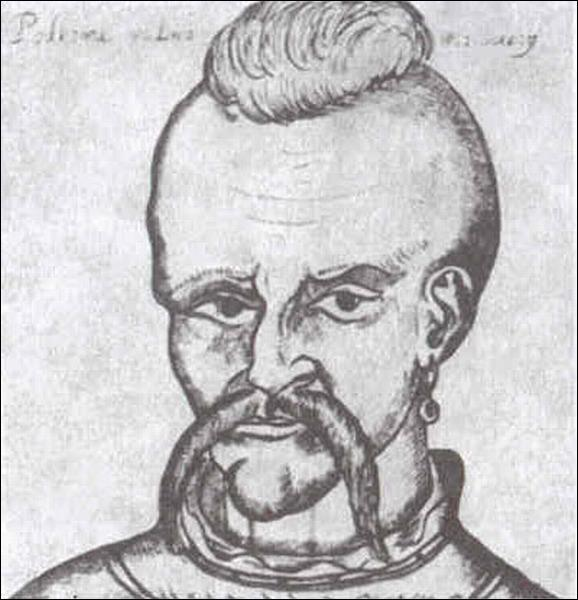
Ioan Potcoavă

Ioan al IV-lea Potcoavă († 1. Januar 1578 in Polen), auch Ioan Sarpega, Iwan Pidkowa (ukr.) oder Hufeisen genannt, war von November bis Dezember 1577 Fürst der Moldau.
Mütterlicherseits war Potcoavă der Halbbruder von Ioan Voda cel Viteaz (Fürst Johann der Tapfere) und führte die Kosaken von Praguri an. Schon damals genoss er wegen seines Mutes hohes Ansehen in den Nachbarstaaten. An die Macht gelangte er durch die Entmachtung des moldauischen Herrschers Petru Schiopul („der Lahme“). Zwar konnte Potcoavă sich auf die einheimischen Bojaren stützen, die Hohe Pforte verweigerte ihm aber die Anerkennung. Als die Herrscher Polens und der Walachei von den Türken gegen Potcoavă aufgewiegelt wurden, stürzten sie ihn im Dezember 1577. Am 1. Januar 1578 wurde er in Polen enthauptet.